# NSDAP/AO (1972)
NSDAP/AO är en amerikansk nynazistisk organisation. Den grundades 1972 av Gary Lauck (född 1953 i Nebraska). Förkortningen står för "NSDAP Aufbau- und Auslandsorganisation" (svenska: NSDAP utvecklings- och utlandsavdelning). Laucks organisation hävdar att man är arvtagare till det ursprungliga NSDAP/AO, som var en underavdelning till NSDAP. Gruppen sysslar huvudsakligen med distribution av material till nynazister världen runt och ger ut olika tidskrifter (till exempel "NS-Kampfruf"). NSDAP/AO anger som ett av sina mål att göra NSDAP lagligt i Tyskland.